# Masjaf (dystrykt)
Masjaf – jedna z 5 jednostek administracyjnych drugiego rzędu (dystrykt) muhafazy Hama w Syrii.
W 2004 roku dystrykt zamieszkiwało 170 795 osób.